# 植物血凝素
植物血凝素（Phytohaemagglutinin，PHA）是一种存在于植物中的血液凝集素，多存在于在某些豆类中。PHA实际上由两种密切相关的蛋白质组成，称为白细胞凝集素（PHA-L）和红细胞凝集素（PHA-E）。这些蛋白质导致血细胞聚集在一起。PHA-E 会导致红细胞凝集。PHA-L 会导致白细胞凝集。
植物血凝素为低聚糖（由D一甘露糖、氨基葡萄糖酸衍生物所构成）与蛋白质的复合物，属于高分子糖蛋白类，存在于一些豆类种子中，对血细胞有一定凝集作用，故名。

## 原理
植物血凝素对细胞代谢有多种影响；它诱导有丝分裂，并影响细胞膜对蛋白质的转运和通透性。它凝集大多数哺乳动物的红细胞
。
植物血凝素能促使淋巴细胞转化为淋巴母细胞，继而分裂增殖，释放淋巴因子，并能提高巨噬细胞的吞噬作用。能促进骨髓造血功能，提升白细胞数量；对病毒侵袭的细胞有杀伤作用，并能诱生干扰素。在体外能抑制人体食管癌及肝癌细胞株，对艾氏腹水癌亦有抑制作用，可延长带瘤小鼠的生存期。